# Aeroporti in Croazia
La seguente è una lista di aeroporti in Croazia. In grassetto sono indicati gli aeroporti in cui sono presenti voli di linea.
| Aeroporto                           | Città                          | ICAO | IATA |
| Aeroporti civili                    |                                |      |      |
| Aeroporto di Bol                    | Brazza                         | LDSB | BWK  |
| Aeroporto di Ragusa-Čilipi          | Ragusa                         | LDDU | DBV  |
| Aeroporto di Lussinpiccolo          | Lussinpiccolo                  | LDLO | LSZ  |
| Aeroporto di Osijek-Klisa           | Osijek                         | LDOS | OSI  |
| Aeroporto di Pola                   | Pola                           | LDPL | PUY  |
| Aeroporto di Fiume                  | Fiume                          | LDRI | RJK  |
| Aeroporto di Spalato-Castelli       | Spalato                        | LDSP | SPU  |
| Aeroporto di Zara-Zemonico          | Zara                           | LDZD | ZAD  |
| Aeroporto di Zagabria-Franjo Tuđman | Zagabria                       | LDZA | ZAG  |
| Aeroporti militari                  |                                |      |      |
| Aeroporto militare Sepurine         | Nona, località Porto Pescheria | LD57 |      |
| Aeroporto militare Udbina           | Udbina                         | LDZU |      |